# Grammy Award de la meilleure prestation metal
Le Grammy Award de la meilleure prestation metal (Grammy Award for Best Metal Performance) est un prix décerné dans le cadre des Grammy Awards depuis 1990 pour récompenser un travail de qualité dans le domaine musical du heavy metal.

## Histoire
Le Grammy Award de la meilleure prestation metal fut précédé en 1989 par un prix dénommé Grammy Award de la meilleure prestation hard rock/metal vocale ou instrumentale (Grammy Award for Best Hard Rock/Metal Performance Vocal or Instrumental) remporté par le groupe Jethro Tull avec l'album Crest of a Knave.
En 1990, cette catégorie a été scindée en deux: meilleure prestation hard rock et meilleure prestation metal qui ont fusionné en 2012 en prenant le nom de Grammy Award de la meilleure prestation hard rock/metal (Grammy Award for Best Hard Rock/Metal Performance). En 2014 la récompense a récupéré l'appellation de Grammy Award de la meilleure prestation metal.
Le groupe Metallica détient le record du nombre de victoires avec sept trophées.

## Lauréats
Liste des lauréats,.
- 1989 : Jethro Tull pour Crest of a Knave (récompense décernée sous l'appellation Grammy Award de la meilleure prestation hard rock/metal vocale ou instrumentale)
- 1990 : Metallica pour One
- 1991 : Metallica pour Stone Cold Crazy
- 1992 : Metallica pour Metallica
- 1993 : Nine Inch Nails pour Wish
- 1994 : Ozzy Osbourne pour I Don't Want to Change the World
- 1995 : Soundgarden pour Spoonman
- 1996 : Nine Inch Nails pour Happiness in Slavery
- 1997 : Rage Against the Machine pour Tire Me
- 1998 : Tool pour Ænema
- 1999 : Metallica pour Better Than You
- 2000 : Black Sabbath pour Iron Man
- 2001 : Deftones pour Elite
- 2002 : Tool pour Schism
- 2003 : Korn pour Here To Stay
- 2004 : Metallica pour St. Anger
- 2005 : Motörhead pour Whiplash
- 2006 : Slipknot pour Before I Forget
- 2007 : Slayer pour Eyes Of The Insane
- 2008 : Slayer pour Final Six
- 2009 : Metallica pour My Apocalypse
- 2010 : Judas Priest pour Dissident Aggressor
- 2011 : Iron Maiden pour El Dorado
- 2012 : Foo Fighters pour White Limo (récompense décernée sous le nom de Grammy Award de la meilleure prestation hard rock/metal)
- 2013 : Halestorm pour Love Bites (So Do I) (récompense décernée sous le nom de Grammy Award de la meilleure prestation hard rock/metal)
- 2014 : Black Sabbath pour God Is Dead?
- 2015 : Tenacious D pour The Last In Line
- 2016 : Ghost pour Cirice
- 2017 : Megadeth pour Dystopia
- 2018 : Mastodon pour Sultan's Curse
- 2019 : High on Fire pour Electric Messiah
- 2020 : Tool pour 7empest
- 2021 : Body Count pour Bum-Rush
- 2022 : Dream Theater pour The Alien
- 2023 : Ozzy Osbourne avec Tony Iommi pour Degradation Rules
- 2024 : Metallica pour 72 Seasons
- 2025 : Gojira, Marina Viotti et Victor Le Masne pour Mea Culpa (Ah ! Ça ira !)